# シェパーズ・ブッシュ駅 (ロンドン地下鉄)

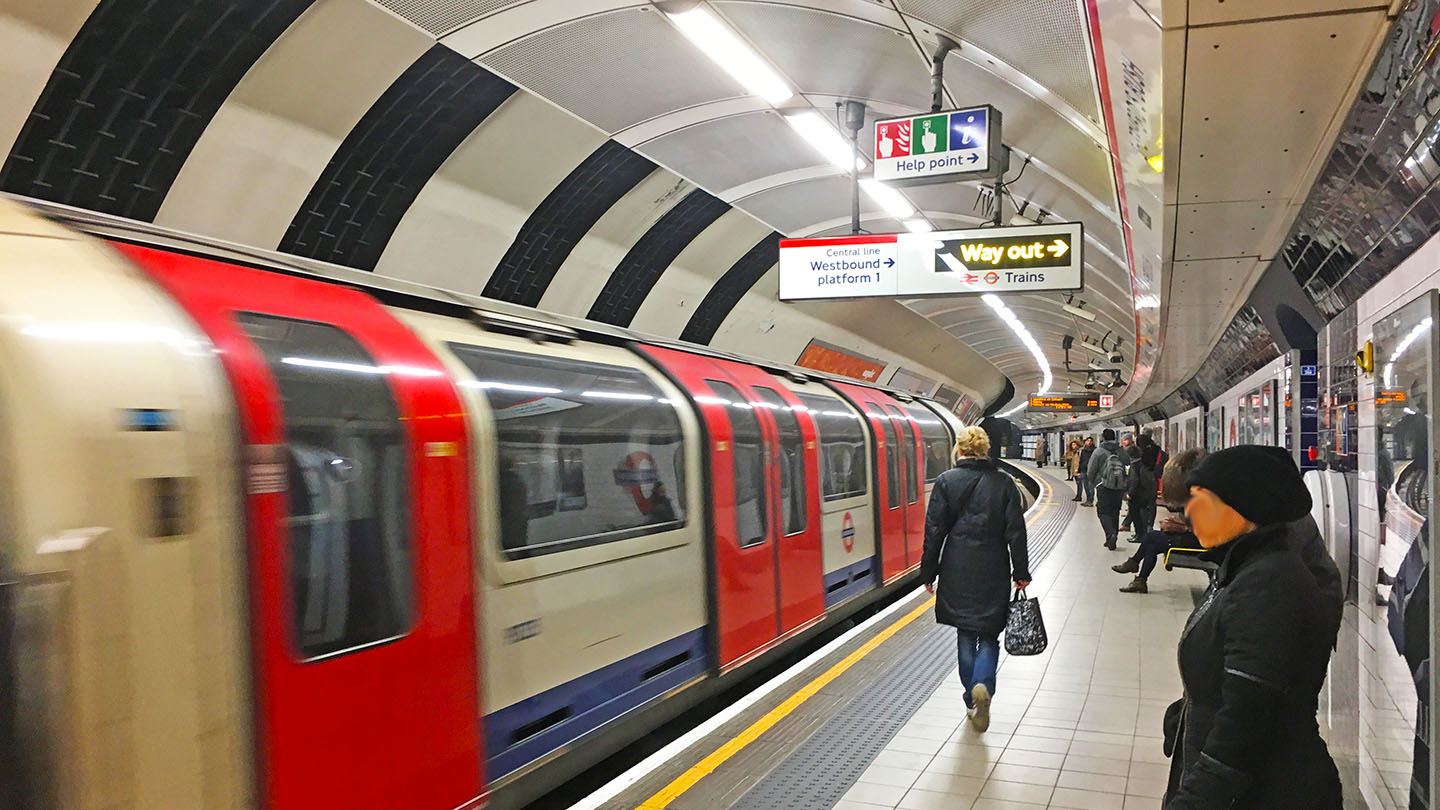
東行きプラットホーム (2017年2月)

シェパーズ・ブッシュ駅（シェパーズ・ブッシュえき、英語: Shepherd's Bush station）は、ロンドンハマースミス・アンド・フラム区シェパーズ・ブッシュにあるロンドン地下鉄セントラル線の鉄道駅である。ホワイト・シティー駅とホランド・パーク駅の間に位置し、トラベルカード・ゾーン2に位置する。

## 概要
1900年7月30日に開業。2008年に8ヶ月間閉鎖し、地上駅舎や地下通路などを新築した。かつてこのシェパーズ・ブッシュ地区には複数のシェパーズ・ブッシュ駅が存在したが、2008年10月12日以降はロンドン地下鉄セントラル線と地下鉄駅から100ｍ離れたところにあるロンドン・オーバーグラウンドウェストロンドン線のシェパーズ・ブッシュ駅があり、現在は2路線にのみ存在する。
当駅から500メートル離れた位置にロンドン地下鉄サークル線・ハマースミス&シティー線のシェパーズ・ブッシュ・マーケット駅が存在するが、同年10月11日まではこちらも「シェパーズ・ブッシュ駅」を名乗っていた。ロンドン・オーバーグラウンドのシェパーズ・ブッシュ駅が開業（2008年9月28日）して2週間ほどたった10月12日に「シェパーズ・ブッシュ・マーケット駅」と改称した。
当駅は東西方向に伸びる島式ホーム1面の南北側に2線を配し、西に向かう列車がイーリング・ブロードウェイ駅行き、東側に向かうのがオックスフォード・サーカス駅方面である。当駅西側で東行きと西行きの線路が立体交差しホワイト・シティー駅方面へは右側通行となっている。これは歴史的経緯によるもので、歴史の項で詳述する。

## 歴史
当駅はセントラル・ロンドン鉄道（CLR）の路線西端の駅として1900年7月30日に開業した。当初の地上駅舎はテラコッタに覆われた外観で、アクスブリッジ・ロードに面して設置されていた。CLRの駅舎は全てハリー・ベル・メジャーズの設計であった。
1900年8月30日、当駅北西側に発電所とウッド・レーン電車区を建設し、西行きホームから単線のトンネルで駅と電車区を結んだ。その後、電車区へと向かう路線をループさせて東行きホームに接続させたが、その際に電車区を回るループを反時計回りで建設したため、当駅西側で東行きと西行き（電車区行き）の線路が立体交差することとなった。ループ線を建設した1908年5月14日、ループ線上にウッド・レーン駅を設置した。ウッド・レーン駅とループ線は後に廃止され、電車区への線路も撤去された。
1920年、CLRは当駅から西のリッチモンド方面へ延伸する、ウッド・レーンへの路線とは別の路線を計画したが、結局着工されなかった。ロンドン旅客輸送委員会（London Passenger Transport Board、LPTB）による「1935-1940年新規事業計画」により、当駅開業時から設けられていたエレベーターを新しいエスカレーターに更新した。また1938年にはそれまで7両編成しか停車できなかったプラットホームを8両編成が停車できるように延長した。これらの更新工事はセントラル線リバプール・ストリート駅 - シェパーズ・ブッシュ駅間の全ての駅で実施された。

## 駅周辺
- ロンドン・オーバーグラウンド ウェストロンドン線「シェパーズ・ブッシュ駅」

2008年開業。こちらは一応地上駅であるが周りの土地よりも低い位置にホームがある。駅は橋上駅になっている。駅は相対式ホームとなっている。
- ウェスト・フィールドショッピングセンター

2008年開業の欧州最大級のショッピングセンター。ウッド・レーン電車区の上部に建設されている。当施設建設時にシェパーズ・ブッシュ駅 - ホワイト・シティー駅間のトンネルを更新し、シェパーズ・ブッシュ駅を一時閉鎖して改築した。

## ギャラリー

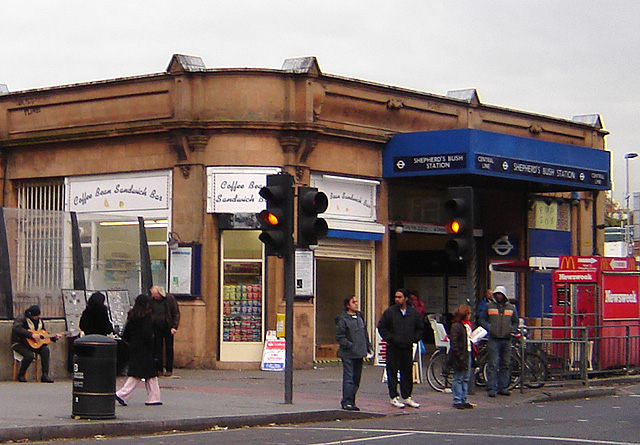
1900年開業時からの駅舎（2005年）
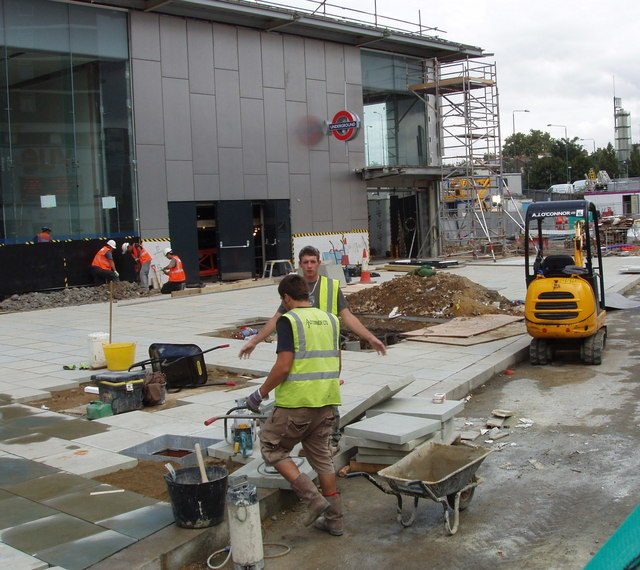
完成間近の新駅舎（2008年）
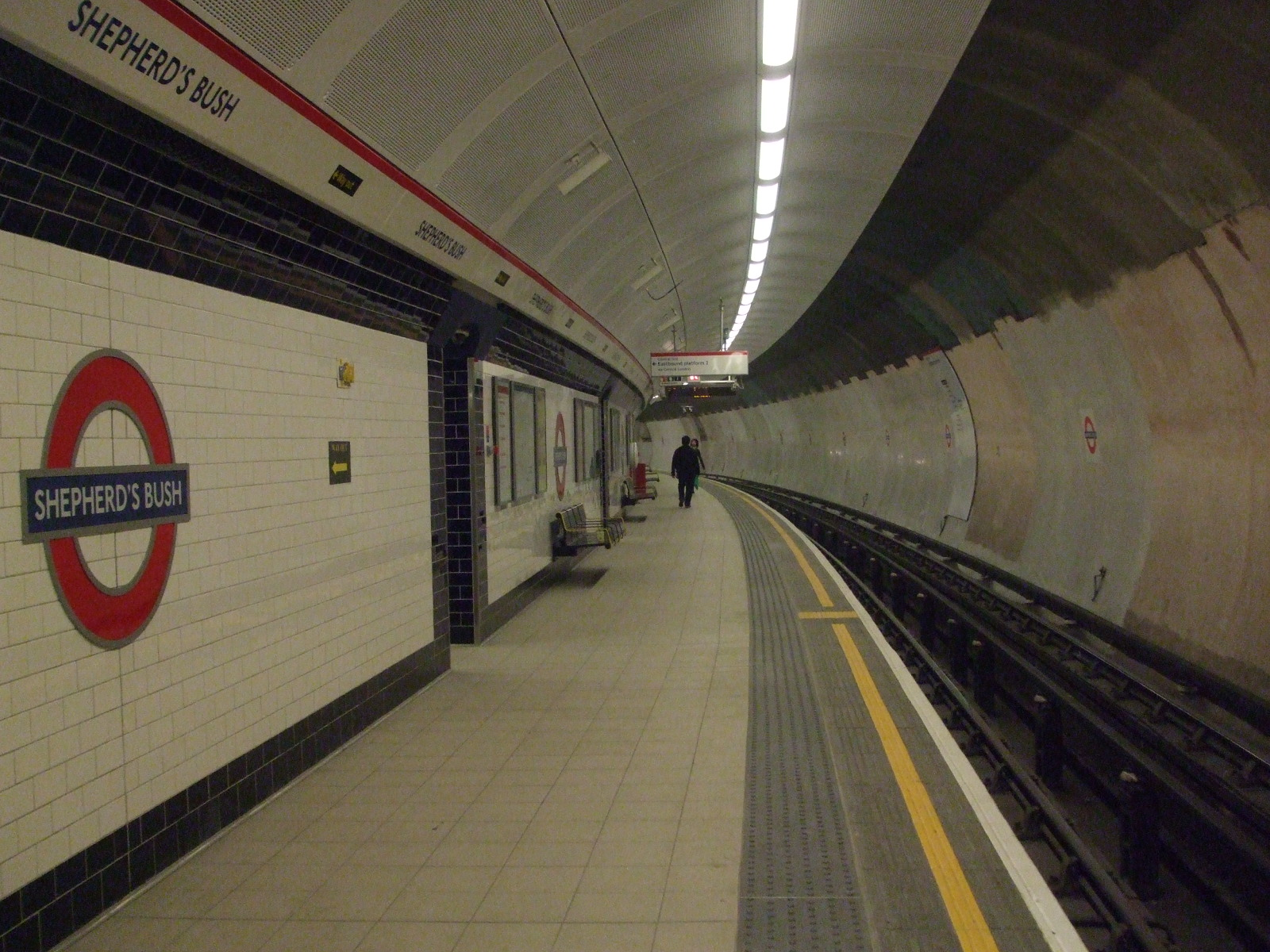
西行きプラットホームをホワイト・シティー側から見る
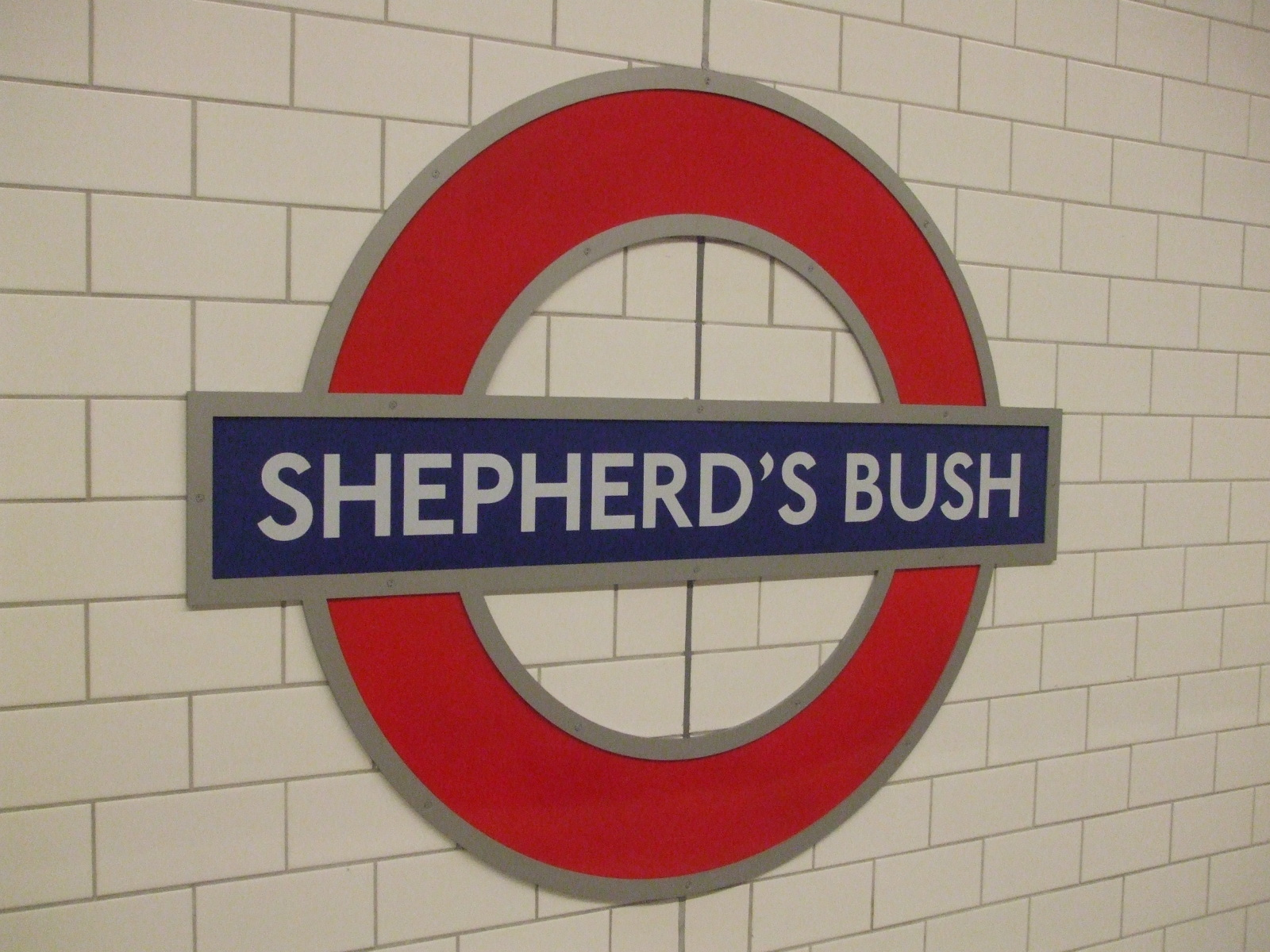
プラットホーム上のラウンデル

## 隣の駅
ロンドン交通局
ロンドン地下鉄
■セントラル線
ホワイト・シティー駅 - シェパーズ・ブッシュ駅 - ホランド・パーク駅